# Том Старрідж
Томас Сідні Джером Старрідж (англ. Thomas Sidney Jerome Sturridge, нар. 5 грудня 1985) — британський театральний, телевізійний і кіноактор.
Відомий ролями у фільмах «Бути Джулією», «Читаючи думки» та «Рок-хвиля». У 2013 році номінований на премію «Тоні» за найкращу чоловічу роль за гру в бродвейській п'єсі «Сироти», у 2020-му — за роль у п'єсі «Морська стіна/Життя».
У 2022 році знявся в ролі Морфея/Сна в екранізації «Пісочного чоловіка» на Netflix.

## Основна фільмографія
- 1996 — Мандри Ґулівера — Том Ґулівер (мінісеріал, 2 епізоди)
- 1997 — FairyTale: A True Story — чоловік-фея Гоб
- 2004 — Ярмарок марнославства — Георг у юності
- 2004 — Бути Джулією — Роджер Ґосслін
- 2005 — Brothers of the Head — Баррі Хоув
- 2006 — Читаючи думки — Ніґель Колбі
- 2009 — Рок-хвиля — Карл
- 2010 — В очікуванні вічності — Вілл Доннер
- 2011 — Junkhearts — Денні
- 2012 — On the Road — Карло Маркс / Аллен Ґінсберг
- 2014 — Effie Gray — Джон Еверетт Мілле
- 2015 — Подалі від шаленої юрми — сержант Френсіс Трой
- 2015 — Remainder — Том
- 2016 — The Hollow Crown (телесеріал) — Генріх VI, 3 епізоди
- 2017 — Пісня за піснею — BV's Brother
- 2017 — Double Date — Джон
- 2017 — Journey's End — 2-й лейтенант Гібберт
- 2017 — Мері Шеллі та монстр Франкенштейна — лорд Байрон
- 2018 — 3 Way Junction — Карл
- 2019 — Оксамитова бензопилка — Джон Дондон
- 2018—2019 — Sweetbitter (телесеріал) — Джейк, 14 епізодів
- 2022 — Irma Vep (мінісеріал) — Еймон
- 2022 — Пісочний чоловік — Сон, головна роль

## Особисте життя
Дід і бабуся Старріджа по материнській лінії — актори Ентоні Ніколлс і Фейт Кент, а прадід — фотожурналіст Горас Ніколлс.
У 2011—2015 роках зустрічався з акторкою Сієною Міллер, 7 липня 2012 року в пари народилася дочка Мерлоу.